# Claymation Courtyard
Claymation Courtyard è l'ottantacinquesimo album in studio del chitarrista statunitense Buckethead, pubblicato il 21 aprile 2014 dalla Hatboxghost Music.

## Descrizione
Cinquantunesimo disco appartenente alla serie "Buckethead Pikes", si tratta del secondo album pubblicato da Buckethead nel mese di aprile 2014, uscito quattro giorni dopo Cycle e una settimana prima di Night Gallery.

## Tracce
Musiche di Buckethead.
1. Claymation Courtyard – 5:02
2. Disintegration Mirrors – 14:01
3. Chainsaw Slide – 2:25
4. Eerie Canal – 8:47

## Formazione
- Buckethead – chitarra, basso, programmazione
- Dan Monti – produzione
- Albert – produzione
- Psticks – illustrazione